# Harran

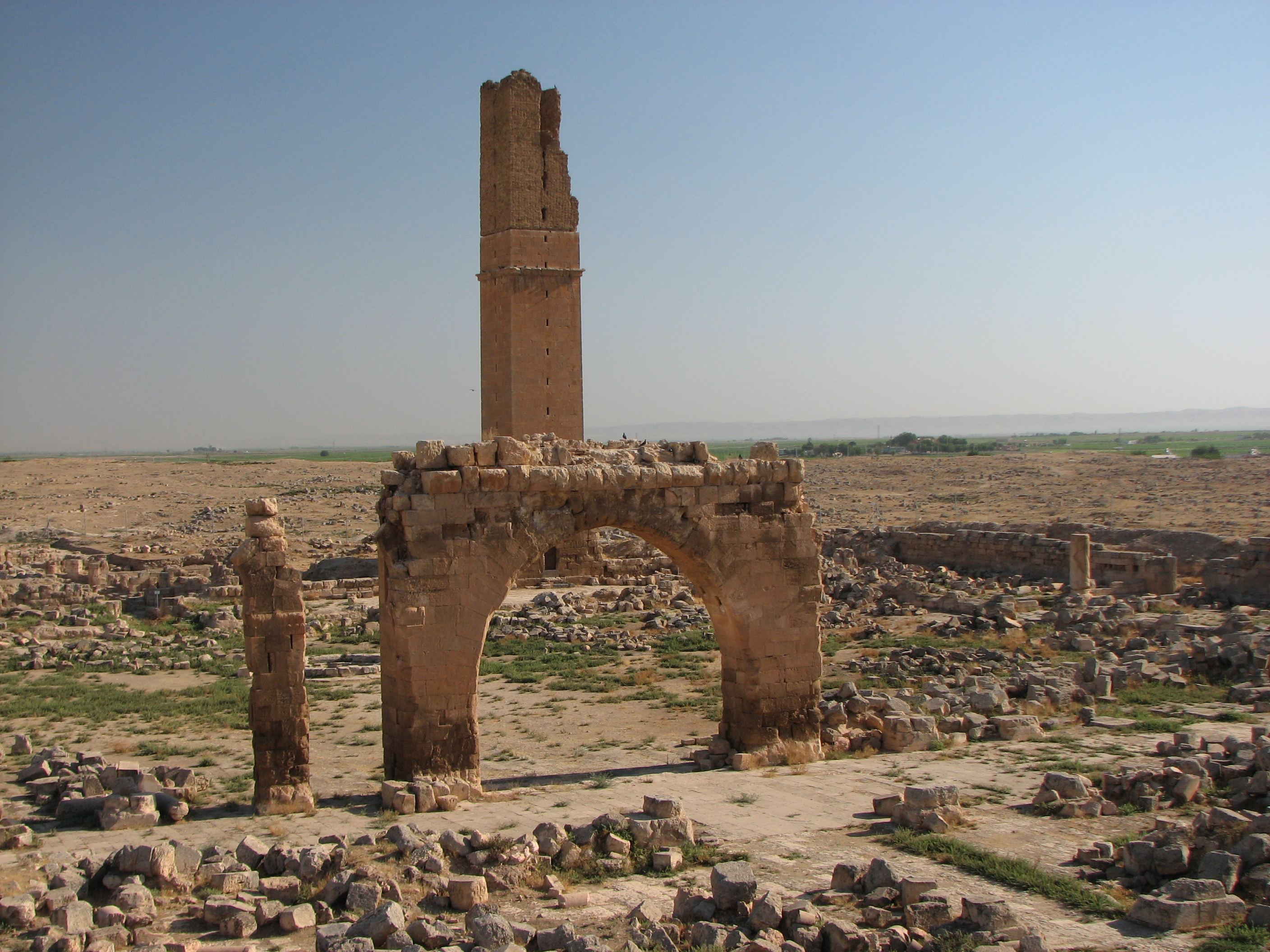
Ruiny univerzity v Harranu

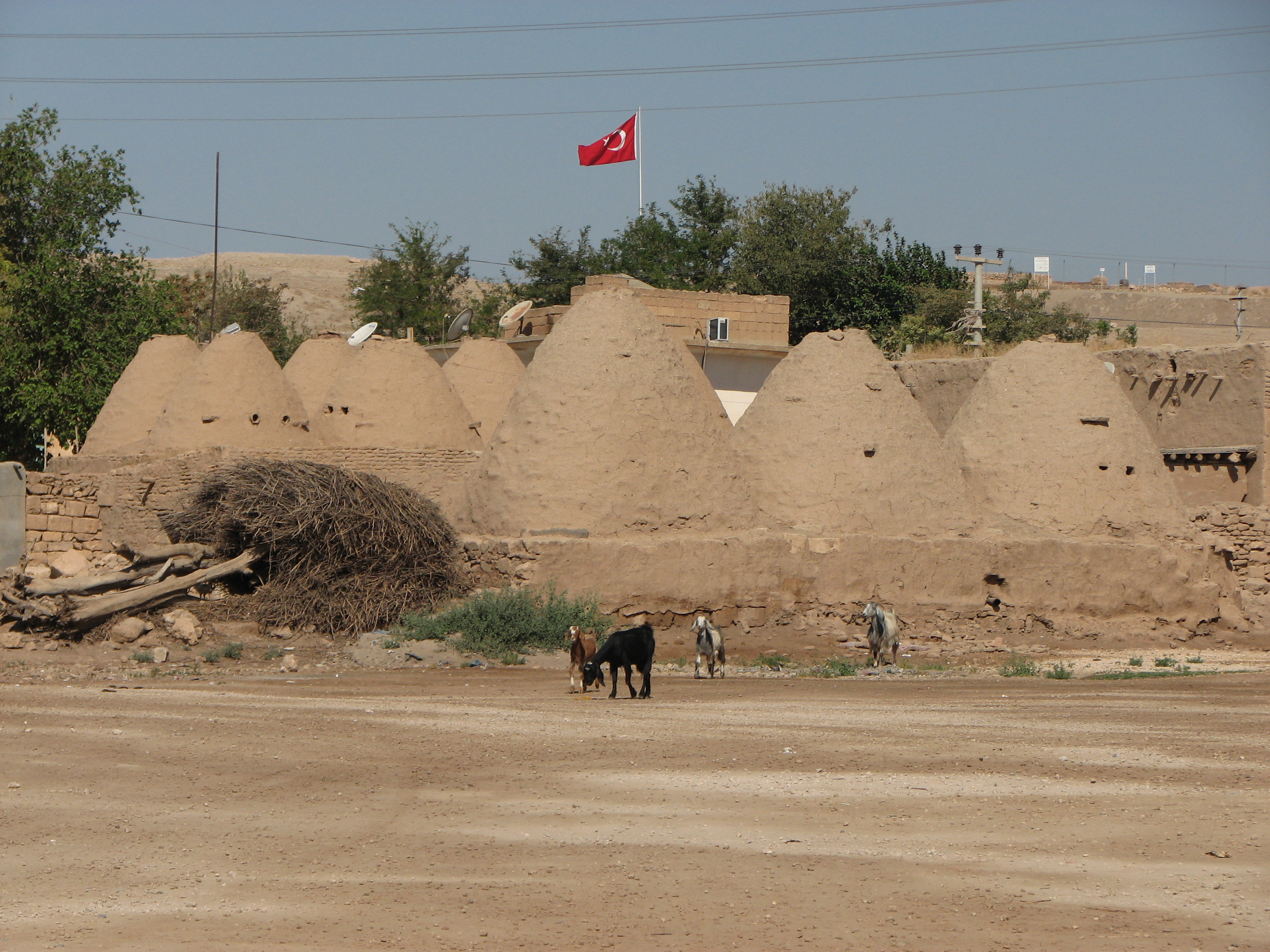
Harran a jeho „včelí úly“ (domy ve formě kupole vystavěné přečnělkovou klenbou)

Harran je jednou z nejstarších sídlištních aglomerací na naší planetě, je starý více než 6000 let. Leží zhruba 40 km jihovýchodně od města Şanlıurfa, na jihovýchodě dnešního Turecka a blízko severní hranice Sýrie. K nalezení jsou zde charakteristické domky uplácané z bláta vypadající jako včelí úly. V městě se také nachází pevnost a ruiny staré harranské univerzity. V současnosti je hlavní obživou turistický ruch.
O městě jsou zmínky už v Bibli, v jejích českých překladech je však název města přepisován jako Cháran, z hebrejského חָרָן, Charan. Mimobiblické starověké texty se v souvislosti s městem zmiňují o stavbě chrámu, který byl zasvěcen měsíčnímu božstvu Sínovi. Okolo 2. tisíciletí př. n. l. město ovládli Amorité a o něco později Asyřané, kdy se o rozkvět města coby asyrského obchodního centra velkou měrou zasadili především králové Adad-nirári I. a Tiglatpilesar I. V roce 763 př. n. l. se však obyvatelé města vzbouřili a Cháran byl vypleněn. Tuto skutečnost využil pozdější asyrský král Sinacherib k zastrašování obyvatel Jeruzaléma a jejich krále Chizkijáše. Město Cháran však znovu obnovil Sargon II. a poničený chrám měsíčního božstva byl opraven za vlády dalších asyrských králů Asarhaddona a Aššurbanipala. V roce 609 př. n. l. obsadili město Chaldejci, kteří i nadále udržovali chrámový kult – matka Nabonida tam dokonce působila jako nejvyšší kněžka. Během období Římské říše se město nazývalo Carrhae (Karrhy); v roce 53 př. n. l. zde došlo k velké bitvě Římanů s Parthy, kdy v blízkosti města padl římský vojevůdce Crassus. Za pozdější okupace sásánovských a islámských panovníků bylo město známo též pod označením Karky.

## Bitva u Karrh roku 296
V roce 296 poslal Diocletianus Galeria do Sýrie, aby zakročil proti sásánovským Peršanům, kteří se pokoušeli ovládnout vazalskou Arménii. Galerius svedl s králem Narsém poblíž Karrh bitvu, v níž utrpěl těžkou porážku a značně tím poškodil svou pověst schopného vojevůdce. Diocletiana to velmi rozladilo a caesar musel urychleně shromáždit v podunajských provinciích nové vojsko, aby katastrofu odčinil. V roce 297 vpadli Římané do Arménie, zlomili perský odpor a donutili krále Narsého k výhodnému míru. Klid na hranici poté vydržel čtyřicet let, až do závěru vlády Konstantina Velikého (†337).